# Cnephora subfumata
Cnephora subfumata là một loài bướm đêm trong họ Geometridae.